# Georg Restle

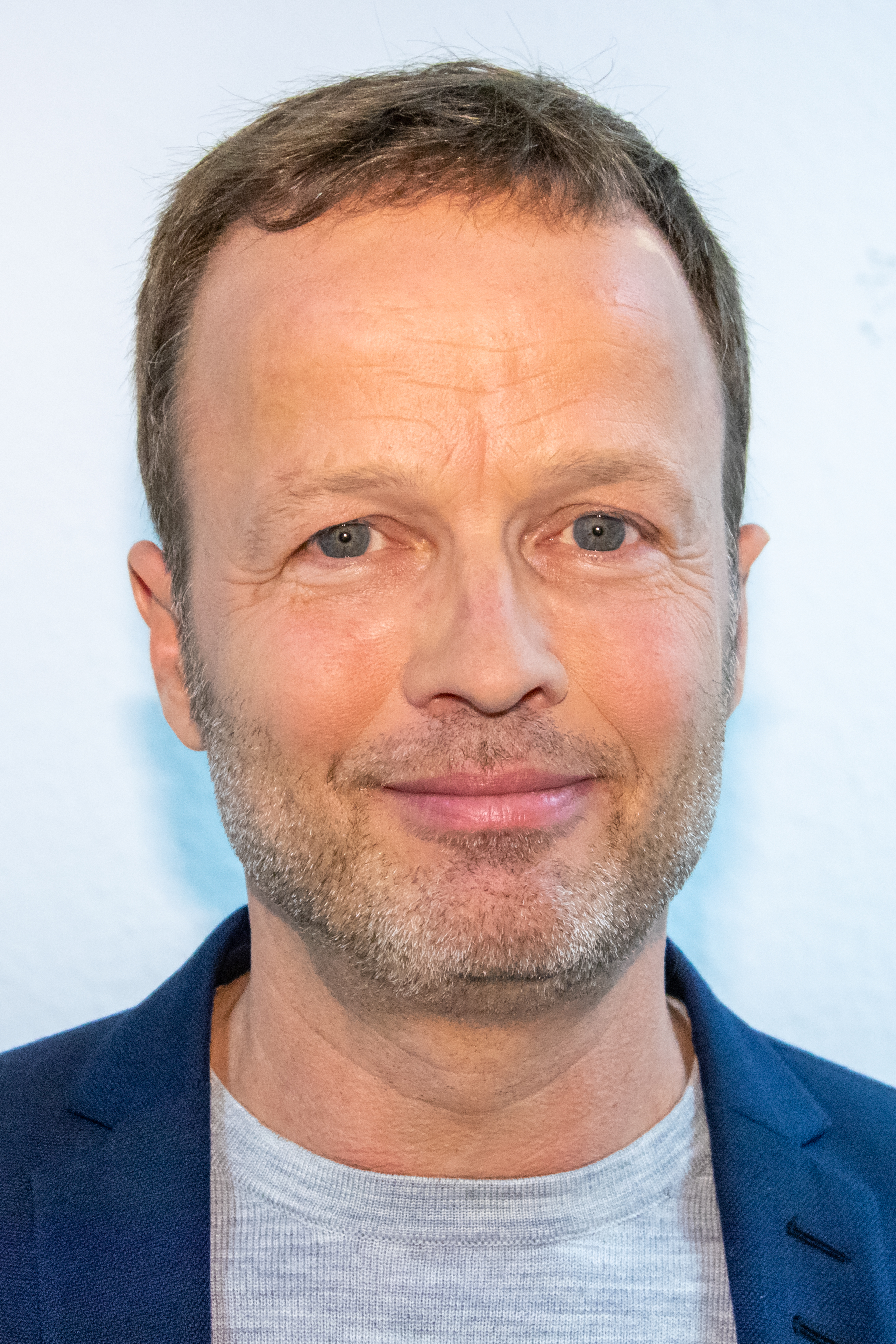
Georg Restle (2019)

Georg Restle (* 1965 in Esslingen am Neckar) ist ein deutscher Journalist und Fernsehmoderator. Er ist seit 2012 Leiter und Moderator des Politmagazins Monitor im Fernsehprogramm Das Erste.

## Leben

### Werdegang
Restle wuchs in Wernau (Neckar) auf und besuchte das Gymnasium Plochingen. Er studierte von 1987 bis 1993 Rechtswissenschaften an der Albert-Ludwigs-Universität Freiburg (Staatsexamen) und Internationales Recht an der London School of Economics.
Von 1991 bis 1994 war er Herausgeber der rechtspolitischen Zeitschrift Forum Recht, gleichzeitig arbeitete er als wissenschaftlicher Mitarbeiter am Max-Planck-Institut für ausländisches und internationales Strafrecht in Freiburg im Breisgau. Zudem war er Mitglied im Arbeitskreis kritischer Juristinnen und Juristen Freiburg.
Neben journalistischer Tätigkeit bei verschiedenen Tageszeitungen arbeitete Restle auch beim links-alternativen Radio Dreyeckland, Deutschlands erstem Piratensender. Nach einem Volontariat beim WDR war er als Autor zahlreicher Filme und Magazinbeiträge für WDR und ARD tätig. Im Jahr 2000 wurde er Redakteur bei Monitor und übernahm dort 2007 die stellvertretende Redaktionsleitung. Von 2010 bis 2012 war er ARD-Korrespondent in Moskau. Im August 2012 kehrte er zu Monitor zurück und übernahm von Sonia Mikich Moderation und Leitung des Magazins.
Als Reporter berichtete er seit dem 9. März 2022 aus Lwiw und Kiew über den  russischen Überfall auf die Ukraine.

### Juristische Auseinandersetzung
Nach 2004 scheiterten die Katholische Pfadfinderschaft Europas (KPE) und der Orden Diener Jesu und Mariens (SJM) in allen Instanzen mit Verleumdungsklagen gegen Restle. Dieser hatte in einem Bericht auf Monitor angegeben, in Veröffentlichungen der KPE antisemitische Äußerungen gefunden zu haben. Der Bericht blieb online und ist weiter im Internet Archive verfügbar. 2009 publizierte Restle den gerichtlich bestätigten Bericht erneut.

### Positionen
Restle tritt für einen „werteorientierten Journalismus“ ein. Eine neutrale Haltung hält er nicht für möglich und auch nicht für wünschenswert. Dieses Selbstverständnis und Restles Teilnahme an politischen Demonstrationen lösten eine Debatte aus, in der ihm vorgeworfen wurde, das Handwerk des Journalismus zu verlassen und politischen Aktivismus statt Journalismus zu betreiben.
Im August 2017 verbreitete sich sein Kommentar in den Tagesthemen zur Flüchtlingspolitik einzelner EU-Staaten viral im Internet. Dabei kritisierte er an einer Vereinbarung mit Niger, Tschad und Libyen die Rückführung von Flüchtlingen in libysche Lager. Er nannte es außerdem eine „Schande“, dass bereits die Durchreise nach Nordafrika von Regimen verhindert werden solle, „die mit europäischen Grundwerten wenig bis gar nichts zu tun haben“.
In einem Kommentar in den Tagesthemen vom 11. Juli 2019 bezeichnete Restle die AfD als parlamentarischen Arm einer rechtsextremistischen Bewegung. Nach einem AfD-kritischen Kommentar wurde Restle nach Angaben des WDR 2019 mit dem Tode bedroht; der WDR erstattete Strafanzeige.

## Auszeichnung
Restle erhielt stellvertretend für die Redaktion von Monitor den Grimme-Preis 2020 in der Kategorie „Besondere Journalistische Leistung“.